# Buchenavia callistachya
Buchenavia callistachya är en tvåhjärtbladig växtart som beskrevs av Adolpho Ducke. Buchenavia callistachya ingår i släktet Buchenavia och familjen Combretaceae. Inga underarter finns listade i Catalogue of Life.